# گمینا ایستبنا
گمینا ایستبنا (به لهستانی:  Gmina Istebna) یک گمینا در لهستان است که در شهرستان چیشن واقع شده‌است. گمینا ایستبنا ۸۴٫۲۵ کیلومتر مربع مساحت و ۱۱٬۳۰۸ نفر جمعیت دارد.